# Неружа (комуна)
Неружа (рум. Năruja) — комуна у повіті Вранча в Румунії. До складу комуни входять такі села (дані про населення за 2002 рік):
- Неружа (1000 осіб)
- Поду-Неружей (458 осіб)
- Поду-Стойка (325 осіб)
- Ребегарі (139 осіб)

Комуна розташована на відстані 163 км на північ від Бухареста, 34 км на північний захід від Фокшан, 107 км на північний захід від Галаца, 92 км на схід від Брашова.

## Населення
За даними перепису населення 2002 року у комуні проживали 1922 особи, усі — румуни. Усі жителі комуни рідною мовою назвали румунську.
Склад населення комуни за віросповіданням:
| Релігія            | Кількість осіб | Відсоток |
| ------------------ | -------------- | -------- |
| православні        | 1899           | 98,8%    |
| старообрядці       | 20             | 1,0%     |
| римо-католики      | 1              | 0,1%     |
| не вказали релігію | 2              | 0,1%     |